# Pareidae
Die Pareidae (früher Pareatidae) sind eine in Nordostindien, Südostasien, China, Taiwan und Japan vorkommende Familie kleiner Schlangen, die sich auf die Erbeutung von Schnecken spezialisiert hat.

## Merkmale
Bei den Pareidae handelt es sich durchweg um kleine bis mittelgroße, natternartige Schlangen. Die größte Art, Aplopeltura boa, erreicht eine Länge von 70 bis 80 cm. Einige der morphologischen Merkmale der Paraeidae finden sich auch bei den Schnecken fressenden Schlangen der Natternunterfamilie Dipsadinae und entstanden in Anpassung an diese für Schlangen ungewöhnlichen Nahrung konvergent in beiden Taxa. In der Vergangenheit wurden deshalb auch die Arten und Gattungen der Paraeidae zu den Dipsadinae gezählt oder sie wurden als Unterfamilie Pareatinae der Nattern aufgefasst.
Die Kiefer der Pareidae sind kurz und kräftig. Die Zähne sind lang und schmal, der vordere Teil der Maxillare ist zahnlos. Die Flügelbeine haben keinen Kontakt zu den Unterkieferknochen und dem Quadratbein. Ein spezieller, mit der Speicheldrüse verbundener Muskel bewirkt das Absondern des Sekrets. Der Hemipenis ist sehr tief gegabelt, jeder Hemipenis ist von einem ungewöhnlichen Gewebering umgeben. Wie bei den Dipsadinae ist bei den Pareatidae nicht die rechte, sondern die linke Lunge reduziert, im Unterschied zu den Dipsadinae ist von der rechten allerdings noch ein Rudiment übrig.

## Systematik
Die Pareidae sind eine von über zehn Familien Nattern- und Vipernartiger Schlangen. Nach Zaher et al. ergibt sich innerhalb dieser Gruppe folgende Systematik:
|  | Wassertrugnattern (Homalopsidae)                                                                                        |
|  | |
|  | \| \| Elapoidea (Giftnattern (Elapidae) und Verwandte) \| \| \| \| \| \| Colubroidea (Nattern (Colubridae)) \| \| \| \| |
|  | |
|  | Elapoidea (Giftnattern (Elapidae) und Verwandte)                                                                        |
|  | |
|  | Colubroidea (Nattern (Colubridae))                                                                                      |
|  | |

|  | Elapoidea (Giftnattern (Elapidae) und Verwandte) |
|  |                                                  |
|  | Colubroidea (Nattern (Colubridae))               |
|  |                                                  |

|  | Wassertrugnattern (Homalopsidae)                                                                                        |
|  | |
|  | \| \| Elapoidea (Giftnattern (Elapidae) und Verwandte) \| \| \| \| \| \| Colubroidea (Nattern (Colubridae)) \| \| \| \| |
|  | |
|  | Elapoidea (Giftnattern (Elapidae) und Verwandte)                                                                        |
|  | |
|  | Colubroidea (Nattern (Colubridae))                                                                                      |
|  | |

|  | Elapoidea (Giftnattern (Elapidae) und Verwandte) |
|  |                                                  |
|  | Colubroidea (Nattern (Colubridae))               |
|  |                                                  |

|  | Wassertrugnattern (Homalopsidae)                                                                                        |
|  | |
|  | \| \| Elapoidea (Giftnattern (Elapidae) und Verwandte) \| \| \| \| \| \| Colubroidea (Nattern (Colubridae)) \| \| \| \| |
|  | |
|  | Elapoidea (Giftnattern (Elapidae) und Verwandte)                                                                        |
|  | |
|  | Colubroidea (Nattern (Colubridae))                                                                                      |
|  | |

|  | Elapoidea (Giftnattern (Elapidae) und Verwandte) |
|  |                                                  |
|  | Colubroidea (Nattern (Colubridae))               |
|  |                                                  |

|  | Wassertrugnattern (Homalopsidae)                                                                                        |
|  | |
|  | \| \| Elapoidea (Giftnattern (Elapidae) und Verwandte) \| \| \| \| \| \| Colubroidea (Nattern (Colubridae)) \| \| \| \| |
|  | |
|  | Elapoidea (Giftnattern (Elapidae) und Verwandte)                                                                        |
|  | |
|  | Colubroidea (Nattern (Colubridae))                                                                                      |
|  | |

|  | Elapoidea (Giftnattern (Elapidae) und Verwandte) |
|  |                                                  |
|  | Colubroidea (Nattern (Colubridae))               |
|  |                                                  |

|  | Wassertrugnattern (Homalopsidae)                                                                                        |
|  | |
|  | \| \| Elapoidea (Giftnattern (Elapidae) und Verwandte) \| \| \| \| \| \| Colubroidea (Nattern (Colubridae)) \| \| \| \| |
|  | |
|  | Elapoidea (Giftnattern (Elapidae) und Verwandte)                                                                        |
|  | |
|  | Colubroidea (Nattern (Colubridae))                                                                                      |
|  | |

|  | Elapoidea (Giftnattern (Elapidae) und Verwandte) |
|  |                                                  |
|  | Colubroidea (Nattern (Colubridae))               |
|  |                                                  |

|  | Wassertrugnattern (Homalopsidae)                                                                                        |
|  | |
|  | \| \| Elapoidea (Giftnattern (Elapidae) und Verwandte) \| \| \| \| \| \| Colubroidea (Nattern (Colubridae)) \| \| \| \| |
|  | |
|  | Elapoidea (Giftnattern (Elapidae) und Verwandte)                                                                        |
|  | |
|  | Colubroidea (Nattern (Colubridae))                                                                                      |
|  | |

|  | Elapoidea (Giftnattern (Elapidae) und Verwandte) |
|  |                                                  |
|  | Colubroidea (Nattern (Colubridae))               |
|  |                                                  |

|  | Wassertrugnattern (Homalopsidae)                                                                                        |
|  | |
|  | \| \| Elapoidea (Giftnattern (Elapidae) und Verwandte) \| \| \| \| \| \| Colubroidea (Nattern (Colubridae)) \| \| \| \| |
|  | |
|  | Elapoidea (Giftnattern (Elapidae) und Verwandte)                                                                        |
|  | |
|  | Colubroidea (Nattern (Colubridae))                                                                                      |
|  | |

|  | Elapoidea (Giftnattern (Elapidae) und Verwandte) |
|  |                                                  |
|  | Colubroidea (Nattern (Colubridae))               |
|  |                                                  |

|  | Wassertrugnattern (Homalopsidae)                                                                                        |
|  | |
|  | \| \| Elapoidea (Giftnattern (Elapidae) und Verwandte) \| \| \| \| \| \| Colubroidea (Nattern (Colubridae)) \| \| \| \| |
|  | |
|  | Elapoidea (Giftnattern (Elapidae) und Verwandte)                                                                        |
|  | |
|  | Colubroidea (Nattern (Colubridae))                                                                                      |
|  | |

|  | Elapoidea (Giftnattern (Elapidae) und Verwandte) |
|  |                                                  |
|  | Colubroidea (Nattern (Colubridae))               |
|  |                                                  |

Innerhalb der Familie der Pareidae gibt es vier Gattungen mit insgesamt 41 Arten (Stand Juli 2022):
- Unterfamilie Pareinae

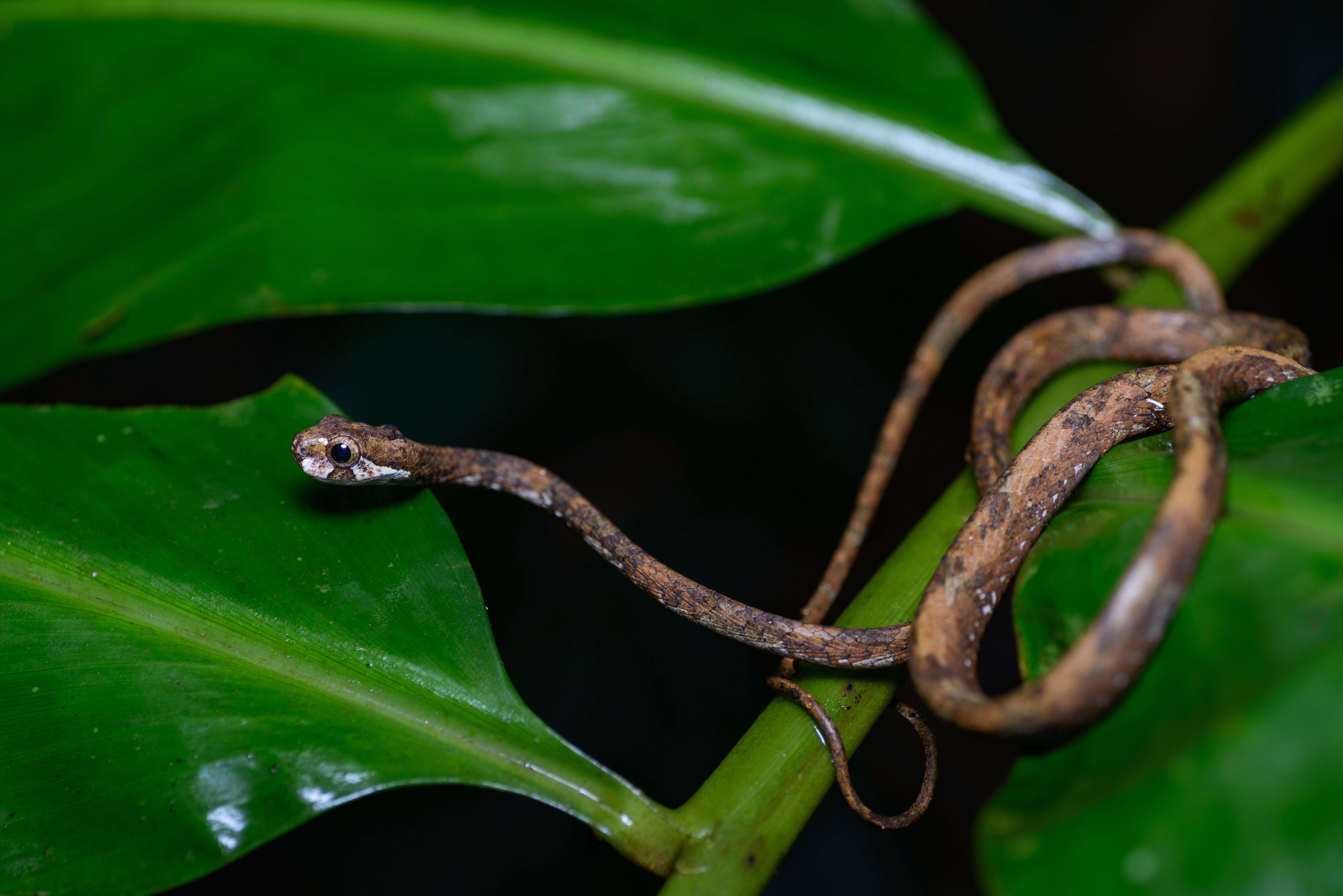
Kurzkopf-Schneckennatter (Aplopeltura boa)

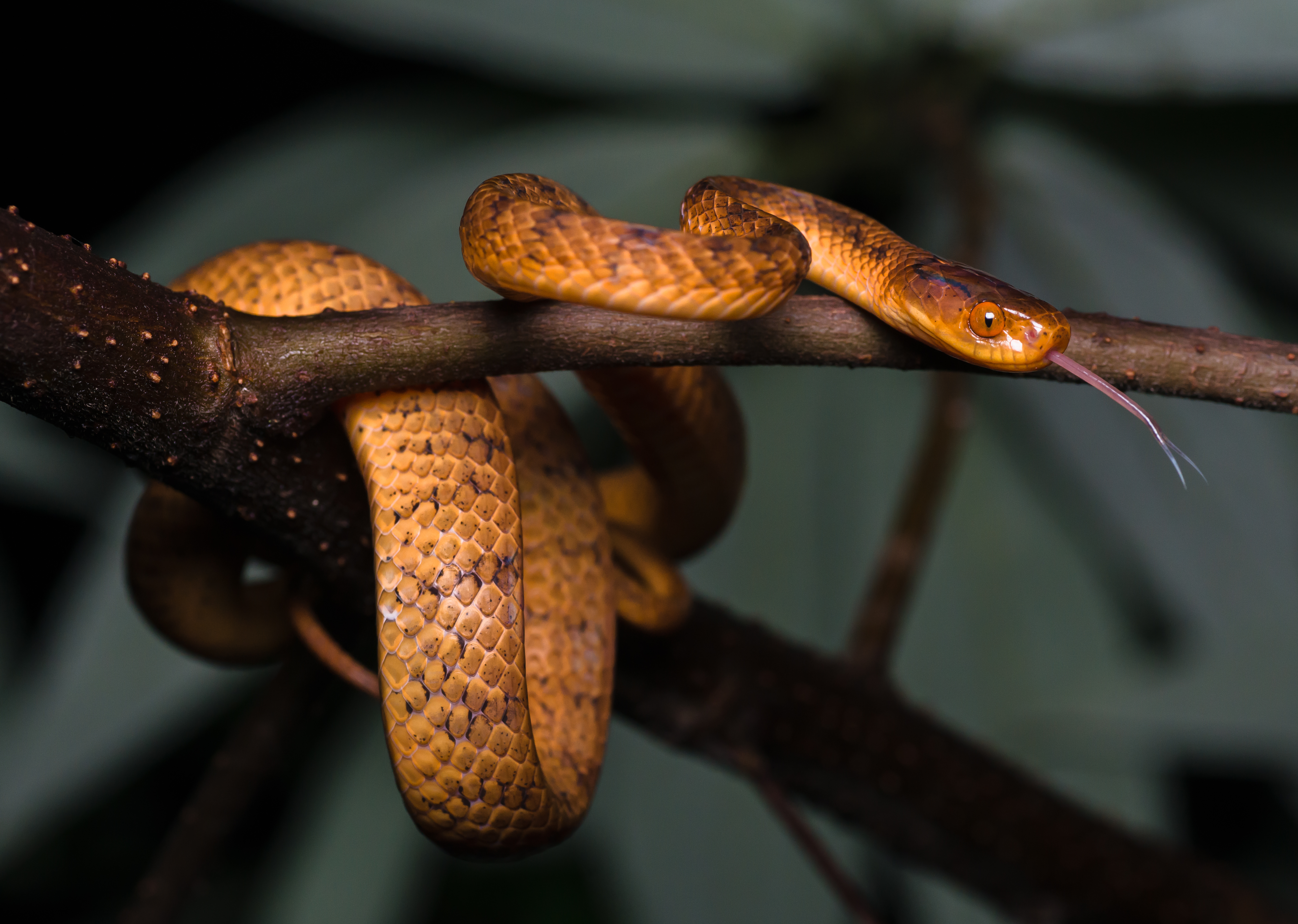
Hamptons Schneckennatter (Pareas hamptoni)

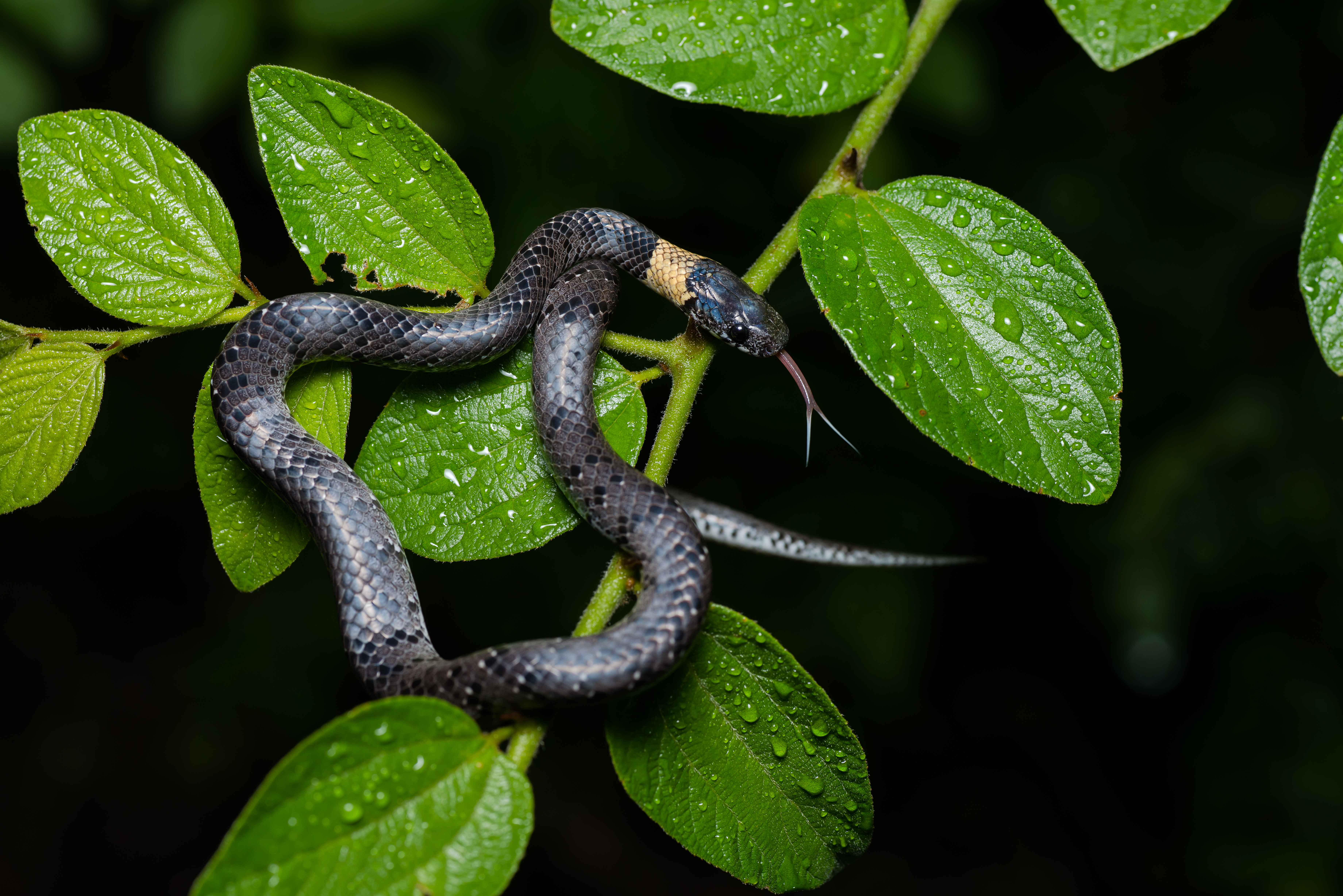
Pareas margaritophorus

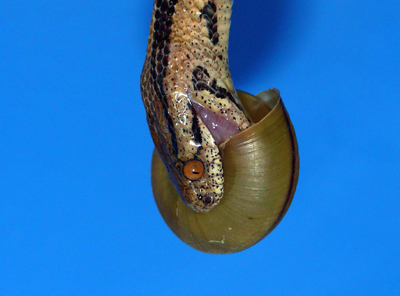
Pareas iwasakii: Die Schnecke wird mit dem Unterkiefer herausgezogen

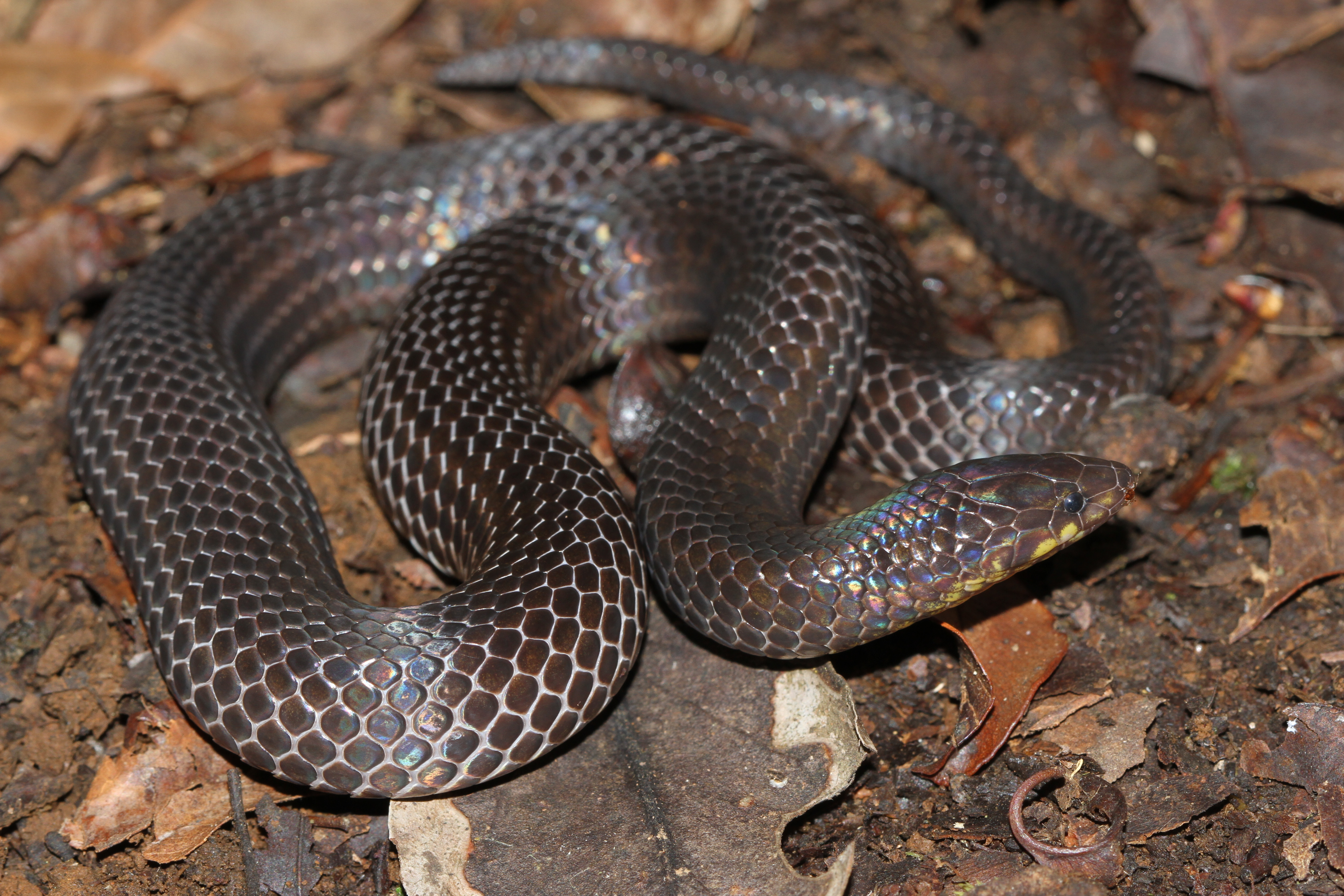
Xylophis perroteti

  - Gattung Aplopeltura Duméril, 1853
    - Kurzkopf-Schneckennatter (Aplopeltura boa (Boie, 1828))

  - Gattung Asthenodipsas Peters, 1864
    - Asthenodipsas borneensis Quah, Grismer, Lim, Anuar & Chan, 2020
    - Asthenodipsas ingeri (Quah, Lim & Grismer, 2021)
    - Asthenodipsas jamilinaisi Quah, Grismer, Lim, Anuar & Imbun, 2019
    - Gefleckte Schneckennatter (Asthenodipsas laevis (Boie, 1827))
    - Asthenodipsas lasgalenensis Loredo, Wood, Quah, Anuar, Greer, Ahmad & Grismer, 2013
    - Malaiische Schneckennatter (Asthenodipsas malaccanus Peters, 1864)
    - Asthenodipsas stuebingi Quah, Grismer, Lim, Anuar & Imbun, 2019
    - Sumatra-Schneckennatter (Asthenodipsas tropidonotus (Lidth de Jeude, 1923))
    - Bergschneckennatter  (Asthenodipsas vertebralis (Boulenger, 1900))

  - Gattung Pareas Wagler, 1830
    - Pareas abros Poyarkov, Nguyen, Pawangkhanant, Yushchenko, Brakels, Nguyen, Suwannapoom, Orlov & Vogel, 2022
    - Andersons Schneckennatter  (Pareas andersonii, (Boulenger, 1888))
    - Pareas atayal You, Poyarkov & Lin, 2015[7]
    - Pareas berdmorei Theobald, 1868
    - Pareas boulengeri (Angel, 1920)
    - Gekielte Schneckennatter (Pareas carinatus (Boie, 1828))
    - Pareas chinensis (Barbour, 1912)
    - Pareas formosensis (Van Denburgh, 1909)
    - Hamptons Schneckennatter (Pareas hamptoni (Boulenger, 1905))
    - Pareas iwasakii (Maki, 1937)
    - Pareas kaduri Bhosale, Phansalkar, Sawant, Gowande, Patel & Mirza, 2020
    - Pareas komaii (Maki, 1931)[7]
    - Pareas kuznetsovorum Poyarkov, Nguyen, Pawangkhanant, Yushchenko, Brakels, Nguyen, Suwannapoom, Orlov & Vogel, 2022
    - Pareas macularius Theobald, 1868
    - Pareas margaritophorus (Jan, 1866)
    - Pareas modestus Theobald, 1868
    - Pareas monticola (Cantor, 1839)
    - Pareas niger Pope, 1928
    - Pareas nigriceps Guo & Deng, 2009
    - Pareas nuchalis (Boulenger, 1900)
    - Pareas stanleyi (Boulenger, 1914)
    - Pareas temporalis Le, Tran, Hoang & Stuart, 2021
    - Pareas victorianus Vogel, Nguyen, Zaw & Poyarkov, 2021
    - Vindums Schneckenfresser (Pareas vindumi, Vogel, 2015)
    - Pareas xuelinensis Liu & Rao, 2021
- Unterfamilie Xylophiinae[6]
  - Xylophis Beddome, 1878
    - Xylophis captaini Gower & Winkler, 2007
    - Xylophis deepaki Narayanan, Mohapatra, Balan, Das & Gower, 2021
    - Xylophis mosaicus Deepak, Narayanan, Das, Rajkumar, Easa, Sreejith & Gower, 2020
    - Xylophis perroteti (Duméril & Duméril, 1854)
    - Xylophis stenorhynchus (Günther, 1875)